# Швагуляк Михайло Миколайович
Швагуляк Михайло Миколайович (* 1936, с. Дідилів, Кам'янка-Бузький район, Львівська область — 5 серпня 2013, Львів, Львівської області, Україна) — український історик, фахівець з модерної історії європейських країн.

## Біографія
Народився у селянській сім'ї.
1954 — закінчив середню школу у с. Дідилів.
1960 — закінчив історичний факультет Львівського університету ім. І.Франка.
1960-1964 — учитель, вихователь школи-інтернату № 7 у Львові.
1964-1967 — навчання в аспірантурі ЛНУ при кафедрі історії нового та новітнього часу.
1969 — захистив кандидатську дисертацію на тему «Боротьба робітничого класу Німеччини на захист своїх соціальних і політичних прав в роки відносної стабілізації капіталізму» (керівник — проф. М. Ф. Лебович).
1967-1973 — асистент, старший викладач кафедри марксизму-ленінізму Львівського зооветеринарного інституту.
1973-1996 — старший, провідний (з 1985) науковий співробітник, завідувач сектору Інституту суспільних наук АН України.
1984 — захистив докторську дисертацію на тему «Україна в експансіоністських планах німецького фашизму (1933–1939)».
1996-2008 — завідувач кафедри історії нового та новітнього часу Львівського університету.
Член Вченої ради Інституту суспільних наук АН України, член Вченої ради історичного факультету Львівського університету ім. Івана Франка, член спеціалізованих вчених рад із захисту дисертацій в Інституті українознавства ім. І.Крип'якевича НАН України та на історичному факультеті ЛНУ, член експертної ради ВАКу України з юридичних та політичних наук у 1992–1994 рр.

## Сфера наукових зацікавлень
- новітня історія Німеччини
- новітня історія України
- історія німецько-українських взаємин
- історія українсько-польських взаємин.

## Конкретна тематика досліджень
- українське питання в політиці Німеччини XX ст.
- Німеччина в українській політичній думці кінця XIX — першої половини XX ст.
- українські політичні угруповання та їх ставлення до Польщі (1920-1930-ті роки)
- політика Польщі в Галичині у 1920-1930-х роках
- міжпартійні взаємини та проблема консолідації українських національно-політичних сил

## Виступи з доповідями на міжнародних наукових конференціях
- на II Міжнародному конгресі україністів — «Партійні поділи і загальнонаціональні інтереси: проблема політичної консолідації українського національного руху Галичини. 1919–1939» (1993)
- на конференції «Польща-Німеччина-Україна в Європі» (Ряшів, 1995) — «Німеччина в українській політичній думці (кінець XIX — перша половина XX ст.)»

## Наукові праці
Опубліковано понад 70 статей і 8 наукових та науково-популярних праць.
- Украина в экспансионистских планах германского фашизма. 1933–1939 гг. — Киев, 1983
- Насувалась воєнна гроза. — Ужгород, 1984 (у співавторстві)
- Неонацизм без маски. — Київ, 1987
- Фюрер, дуче і … «бритоголові». — Львів, 1989
- «Пацифікація». Польська репресивна акція в Галичині 1930 р. і українська суспільність. — Львів, 1993
- О.Назарук. Зі Львова до Варшави. Утеча перед Совітами в памятных днях 2-13 жовтня 1939 р. — Львів, 1995
- Маловідома сторінка політичного життя Західної України передодня Другої світової війни (З історії Контактного Комітету. 1937–1939 рр. // Записки НТШ. Т. CCXXVIII. Праці історично-філософської секції. — Львів, 1994. С. 207–248
- Степан Томашівський і західно-український консерватизм // Україна: культурна спадщина, національна свідомість, державність. Т. 3-4. — Львів, 1997. С. 308–336.